# Tina Pisnik
Tina Pisnik (ur. 19 lutego 1981 w Mariborze) – słoweńska tenisistka, zwyciężczyni jednego turnieju WTA w grze pojedynczej i dwóch w grze podwójnej.

## Wygrane turnieje

### Gra pojedyncza
|    | Data       | Turniej                       | Kat.          | ($)     | Naw.   | Finalistka      | Wynik    |
| 1. | 07/05/2000 | Bol, Croatian Bol Ladies Open | Kategoria III | 170 000 | ziemna | Amélie Mauresmo | 7:6, 7:6 |

### Gra podwójna
|    | Data       | Turniej                           | Kat.          | ($)     | Naw.   | Partnerka            | Finalistki                           | Wynik         |
| 1. | 14/11/1999 | Bali, Wismilak International      | Kategoria III | 180 000 | twarda | Jelena Kostanić      | Rika Hiraki Yuka Yoshida             | 3:6, 6:2, 6:4 |
| 2. | 20/02/2005 | Bogota, Copa Colsanitas Santander | Kategoria III | 170 000 | ziemna | Emmanuelle Gagliardi | Ľubomíra Kurhajcová Barbora Strýcová | 6:4, 6:3      |